# House Flipper
House Flipper (укр. Гауз Фліппер) — симуляційна відеогра 2018 року, що була розроблена Frozen District і опублікована PlayWay S.A. для Windows, macOS, PlayStation 4, Xbox One і Nintendo Switch 17 травня 2018 року.
Мобільна версія House Flipper: Home Design (укр. Гауз Фліппер: Домашній дизайн) була випущена для Android та iOS у жовтні 2020 року.

## Ігровий процес
Ігровий процес полягає в ремонті об'єктів нерухомості з метою отримання прибутку. Завдання, які можна виконувати, включають фарбування, укладання плитки, прибирання, встановлення та знесення. Гравці можуть ремонтувати та персоналізувати власні будинки, ремонтувати та купувати будинки для ремонту й продажу.

## Огляди
| Агрегатор  | Оцінка                |
| ---------- | --------------------- |
| Metacritic | PC: 68/100 NS: 56/100 |

House Flipper отримала «змішані або середні відгуки» згідно з агрегатором рецензій Metacritic, причому багато рецензентів коментують, що ремонт будинків приносить задоволення, але ставлять під сумнів її довготривалу придатність до гри.
Kotaku рецензував гру, заявивши, що вони знайшли задоволення від ремонту будинків, які «часто надзвичайно грубі або потворні», і що «втілення вашого бачення пристойного, придатного для продажу будинку на цих купах сміття відчувається дивовижно — особливо тому, що це відбувається в такому гранульованому масштабі».
Game Informer були більш неоднозначними, написавши, що «ремонтувати перші кілька будинків весело, але грі не вистачає масштабу або гнучкості, щоб залишатися цікавою протягом тривалого часу».
PC Gamer були критично налаштовані, заявивши, що «є певне задоволення в тому, щоб взяти грубу кімнату і зробити її гарною, і це досить круто, що ви можете зносити (і відбудовувати) стіни, але я просто не знаходжу повільне й механічне фарбування і прибирання дуже веселим».
Гра стала бестселером в Steam.

## Нагороди
- Відеогра була номінована на «Симуляційна гра» в рамках нагороди National Academy of Video Game Trade Reviewers[10].
- 2018 року House Flipper було відзначено нагородою Познанська ігрова арена як «найкраща польська інді-гра»[11].

## Завантажувальний контент

### Apocalypse Flipper
Разом з базовою грою 17 травня 2018 року вийшло безкоштовне доповнення Apocalypse Flipper. Гравець отримує більше предметів і 5 нових властивостей, які можна купити.

### Garden Flipper
16 травня 2019 року вийшло доповнення Garden Flipper. Доповнення дає можливість покращувати навички садівництва. Гравець може брати участь у садових змаганнях, де його робота буде оцінена. Власність може бути продана за вищою ціною в залежності від отриманого балу.

### HGTV
14 травня 2020 року вийшло доповнення HGTV. Це доповнення містить нові завдання, предмети, ігрові механіки та об'єкти нерухомості, які можна купити. Останнє вимагає від гравця спочатку виконати відповідні завдання.

### Cyberpunk Flipper
19 листопада 2020 року вийшло нове безкоштовне доповнення Cyberpunk Flipper. Доповнення додає нову власність для реконструкції та набір реквізиту, все це зосереджено навколо теми кіберпанку.

### PetsіLuxury Flipper
У 2021 році PlayWay анонсувала два додаткових оновлення; Pets зосереджується на усиновленні та утриманні домашніх тварин, таких як собаки та коти, тоді як Luxury Flipper, випущене наприкінці 2021 року, базується на ремонті дорогих сучасних і старих будинків у новому місті — Мунрайз Бей.